# Juan Cavazos
Juan Cavazos fue un poblador de Monterrey. Nació entre 1600 y 1605 en la Villa de Santa María, en Castilla la Vieja (España). 
Hijo de Gabriel Cavazos y de Simona Del Campo. Llegó al Nuevo Reino de León en 1628. Casó con Elena De la Garza Rodríguez en 1630, hija Pedro De la Garza Falcón Treviño y María Inés Rodríguez Guajardo, con quien procreó 9 hijos: Juan, Margarita, Antonio, Clara, María, Lucía, José, Gabriel y Pablo Cavazos De la Garza. Como era costumbre entonces, las hijas tomaron el apellido materno primero y el paterno despues, es decir, "De la Garza Cavazos".
El 15 de junio de 1683 fallece el capitán Juan Cavazos. Fue enterrado en el Convento de San Francisco en Monterrey.

## Sus obras
A él se debe la Iglesia Parroquial que existió en el sitio que hoy ocupa la Catedral de Monterrey, frente a la Macroplaza y el antiguo Palacio Municipal de Monterrey. El capitán Juan Cavazos el primer constructor de Nuevo León de que se tiene noticia.
Fue alcalde en 4 ocasiones de la ciudad de Monterrey, Nuevo León, México (antes Ciudad Metropolitana de Nuestra Señora de Monterrey, en el Nuevo Reino de León, Nueva España) en 1647, 1666, 1669, 1676.
En 1642 el entonces Gobernador del Nuevo Reino de León, Martín de Zavala, confirmó los títulos de la Hacienda de Santo Domingo del capitán Juan Cavazos quien logró extender su territorio a lo que desde 1836 es el municipio de San Nicolás de los Garza, Nuevo León. La merced de las tierras de lo que ahora es San Nicolás de los Garza data del 5 de febrero de 1597. Tras su muerte la Hacienda de Santo Domingo quedó a cargo de sus hijos los capitanes Antonio y Joseph Cavazos. 

## El apellido CAVAZOS
El capitán Juan Cavazos dio origen al apellido Cavazos en el norte de México..
En los documentos que datan del 5 y 13 de abril de 1681, referentes al testamento de Juan Cavazos, aparece como residente de Real y Minas de San Gregorio (hoy municipio de Cerralvo, Nuevo León). En ambos documentos firmó como Juan Cabasso. En un testimonio firmado por un notario público escribió su nombre como Jhoan Cavaços aunque en el mismo documento también está escrito Cabasso. En esos documentos al reverso aparece la leyenda: "Carta de dote de mi Juo Cavasos." aunque en otros documentos firmaba como Juan Cabassos.
Su hijo mayor, Fray Juan Cavazos, fue sacerdote católico de la Orden de San Francisco, en Monterrey, y firmaba como "Juan Cavasos".